# Тренд-вотчер
Тренд-вотчер — (від англ.''trend'' – тенденція, напрям та ''watcher''– спостерігач). Спеціаліст у сфері реклами та маркетингу, який відстежує появу нових тенденцій серед споживачів, аналізує їх та прогнозує потреби покупців у найближчому майбутньому. Тренд-вотчер виявляє зміни у культурних установках, поведінці споживача, що спричинені появою нових технологій, і виводить закономірність. Найбільше тренд-вотчера цікавлять потенційні схильності і бажання покупців. Пріоритети споживача демонструє його вибір, на основі якого тренд-вотчер і робить висновки про нові тенденції в споживацькій сфері. Послугами тренд-вотчерів найчастіше користуються компанії, які працюють на ринках, що розвиваються.

## Тренд-вотчери в Україні та світі
Ця професія є новою для українського простору, хоча на Заході тренд-вотчери вже користуються величезним попитом. В США давно існують агентства, які спеціалізуються на аналізі споживацьких переваг в будь-якому ринковому секторі. Найпопулярніших сферами діяльності тренд-вотчера є реклама, маркентинг, розваги, туризм і освіта.
Офіційно в Україні професії тренд-вотчера не існує, але вона подібна до роботи аналітика, менеджера зі стратегічного планування, маркетолога. Перспективи в цій професії мають люди з вищою маркетинговою, рекламною чи журналістською освітою і знанням іноземних мов. Попит на тренд-вотчерів особливо зростає під час кризи, коли компанії ведуть між собою жорстку конкурентну боротьбу.  

## Обов'язки тренд-вотчера
Головне завдання тренд-вотчера –  моніторинг інформаційного простору та збір даних. Необхідну інформацію тренд-вотчер отримує з різноманітних публічних заходів, зустрічей, виступів, виставок, розмов з експертами, соціологічних опитувань, мережі Інтернет, ЗМІ. Також спеціаліст вивчає звички і бажання потенційних  споживачів та їхні життя загалом. Отримані відомості тренд-вотчер систематизує й аналізує. На основі отриманих результатів він планує маркетингову політику компанії, допомагає сформулювати подальшу стратегію її розвитку.

## Особисті якості тренд-вотчера
- спостережливість;
- комунікативні навички;
- гарна інтуїція;
- здібності до аналізу;
- проникливість;
- уважність до деталей;
- широкий кругозір;
- харизма.[3]

## Професійні навички тренд-вотчера
- вміння працювати з великим обсягом інформації;
- знання законів маркетингу і рекламних технологій;
- володіння кількома іноземними мовами (англійська — обов'язкова).[4]

## Приклад роботи тренд-вотчера
Польське керівництво телеканалу MTV провело незвичайне дослідження. Вони підселили тренд-вотчера на три місяці до чотирьох тинейджерів — типових представників аудиторії MTV. Весь цей час він ходив з ними в кіно, клуби, слухав музику, яку вони слухають, стежив за тим, чим харчуються підлітки і коли лягають спати. За підсумками експерименту тренд-вотчером був створений звіт, який кардинально змінив політику каналу.